# Aeroporto di Lappeenranta
L'aeroporto di Lappeenranta (in finlandese Lappeenrannan lentoasema, ICAO: EFLP - IATA: LPP) è l'aeroporto della città di Lappeenranta, in Finlandia. Nel 2009, ha trasportato circa 14.000 passeggeri. L'aeroporto di Lappeenranta è uno dei più antichi aeroporti in Finlandia. Il gestore aeroportuale attuale è Petteri Lehti.